# Rosie Gaines
Rose Mary Gaines (* 26. Juni 1960 in Martinez, Kalifornien) ist eine US-amerikanische Sängerin, Begleitsängerin, Songwriterin und Keyboarderin. Sie arbeitete unter anderem mit Prince zusammen und war Ende 1990 Gründungsmitglied in dessen Begleitband The New Power Generation.
Gaines veröffentlichte neun Studioalben, die allerdings kommerziell nicht erfolgreich waren. Der musikalische Stil ist den Musikrichtungen Contemporary R&B, Funk, Popmusik und Rockmusik zuzuordnen. Zudem werden seit Mitte der 1990er Jahre EPs veröffentlicht, auf denen Remix-Versionen ihrer Songs im Genre Elektronische Tanzmusik, Eurodance und House zu hören sind. Ferner ist Gaines als Gastsängerin auf einigen Tonträgern vertreten.
Von 2011 bis 2022 trat Gaines aus gesundheitlichen Gründen nicht mehr in der Öffentlichkeit auf und zog sich aus dem Musikgeschäft zurück. Erst im Oktober 2023 gab sie im Rahmen eines Podcasts wieder ein kurzes Interview, wird aber in die Musikbranche nicht zurückkehren.

## Leben

### Kindheit und Jugend
Rose Mary Gaines wurde 1960 in Martinez in Nordkalifornien geboren und wuchs dort als jüngstes von insgesamt zehn Kindern auf, von denen zwei bei der Geburt gestorben sind. Ihre Mutter Mattie Mae (* 20. August 1929; † 12. Juli 2019) war von 1944 bis 1961 mit Gaines’ Vater verheiratet, der 1966 erstochen wurde. 1974 heiratete sie Curtis West (* 5. Juli 1934; † 24. Juni 2011), den Gaines ebenfalls als „Vater“ bezeichnete. Von Rosie Gaines’ Geschwistern leben noch zwei Brüder und zwei Schwestern (Stand 2025).

### Familie
Gaines hat eine im Jahr 1978 geborene Tochter mit Namen Latoya, die ebenfalls Sängerin ist und zwei Söhne hat. Außerdem war Gaines zweimal verheiratet; ihren ersten Ehemann Curtis Ohlson (* 1957) lernte sie auf der High School in Pittsburg in Kalifornien kennen. In der dortigen Marching Band spielte sie Piccoloflöte, während Ohlson Bandleader war. Die beiden wirkten für insgesamt fünf Jahre – von denen sie zwei Jahre miteinander verheiratet waren – in der Band mit. Später arbeitete Ohlson als Komponist, Musiker und Musikproduzent und veröffentlichte in den 1980er Jahren zwei eigene Studioalben.
Das zweite Mal war Gaines mit dem Holländer und Songwriter Francis Jules verheiratet, den sie im Sommer 1990 während der Nude-Tour kennengelernt hatte. Zudem ist sie die Tante des US-amerikanischen R&B-Sängers Ro James.
Rosie Gaines glaubt an Reinkarnation und sagte 1995, dass sie unter Berücksichtigung aller Leben, die sie bereits gelebt habe, „wahrscheinlich 400 bis 500 Jahre alt“ sei. Sie zählt ihr eigenes Lebensalter nicht im herkömmlichen Sinne und vertritt die Meinung, Menschen würden niemals sterben.

### Gesundheitliche Probleme (seit 2009)
2009 wurde Gaines zur stationären Behandlung in eine Psychiatrie in Rotterdam eingeliefert, nachdem sie sich eine Überdosis Insulin gespritzt hatte; sie ist Diabetikerin und hat seit Jahren Übergewicht. Im Jahr 2014 verschlechterte sich ihr Gesundheitszustand und Gaines verbrachte die meiste Zeit des Jahres in Krankenhäusern, weil sie eine Insulintherapie verweigerte. Infolgedessen schwollen ihre Beine an und infizierten sich.
Neben ihren körperlichen Beschwerden nahmen im Laufe der Jahre auch Gaines’ psychische Probleme Einfluss auf ihren Lebensstil; 2014 übernachtete sie gelegentlich vor dem U-Bahnhof in Bay Point (Kalifornien). Zwar wohnte sie vorübergehend sowohl bei einem ihrer Brüder und ihrer Tochter Latoya als auch bei ihrer Mutter, die ihr allesamt Hilfe anboten, bestanden aber darauf, dass sie einen Arzt konsultieren solle. Diesen Vorschlag lehnte sie jedoch wütend ab und verschwand, worauf ihre Tochter eine Vermisstenanzeige aufgab; sie fand ihre Mutter schließlich in einer Telefonzelle, bekleidet mit einem Schlafanzug. Gemäß Curtis Ohlson, Gaines’ erstem Ehemann, boten ihr Freunde eine Unterkunft an und ein nicht genannter prominenter Musiker habe ihr ein Haus in Hayward in Kalifornien samt Klavier und Swimming-Pool zur Verfügung gestellt. „Ich mag Hayward nicht. Hayward ist böse“, habe Gaines geantwortet und das Haus abgelehnt. Ferner organisierte ihr die US-Sängerin Brenda Vaughn (* 1958), eine Freundin von Gaines, eine Unterkunft in einem Gästehaus in Vallejo in Kalifornien, was sie aber ebenfalls ablehnte. „Sie hätte ihr eigenes Zimmer und drei Mahlzeiten pro Tag gehabt, aber sie hat psychisch nicht mitgemacht“, sagte Vaughn. Gaines wolle „mit uns nicht zusammenarbeiten“ und nur in Antioch oder Pittsburg leben [Entfernung ungefähr 9,2 km]. „Danach suchen wir“, ergänzte Vaughn. Einige Musiker versuchten, Gaines zu kontaktieren, aber da ihre Bankkonten geschlossen wurden und sie weder Internet- noch Telefonanschluss besaß, „hat sie von nichts mitbekommen.“ Beispielsweise wollte ihr Bootsy Collins für den Song Don’t Let ’Em (2002) Royaltys zukommen lassen, sagte Vaughn. Zudem habe auch Prince Hilfe angeboten.

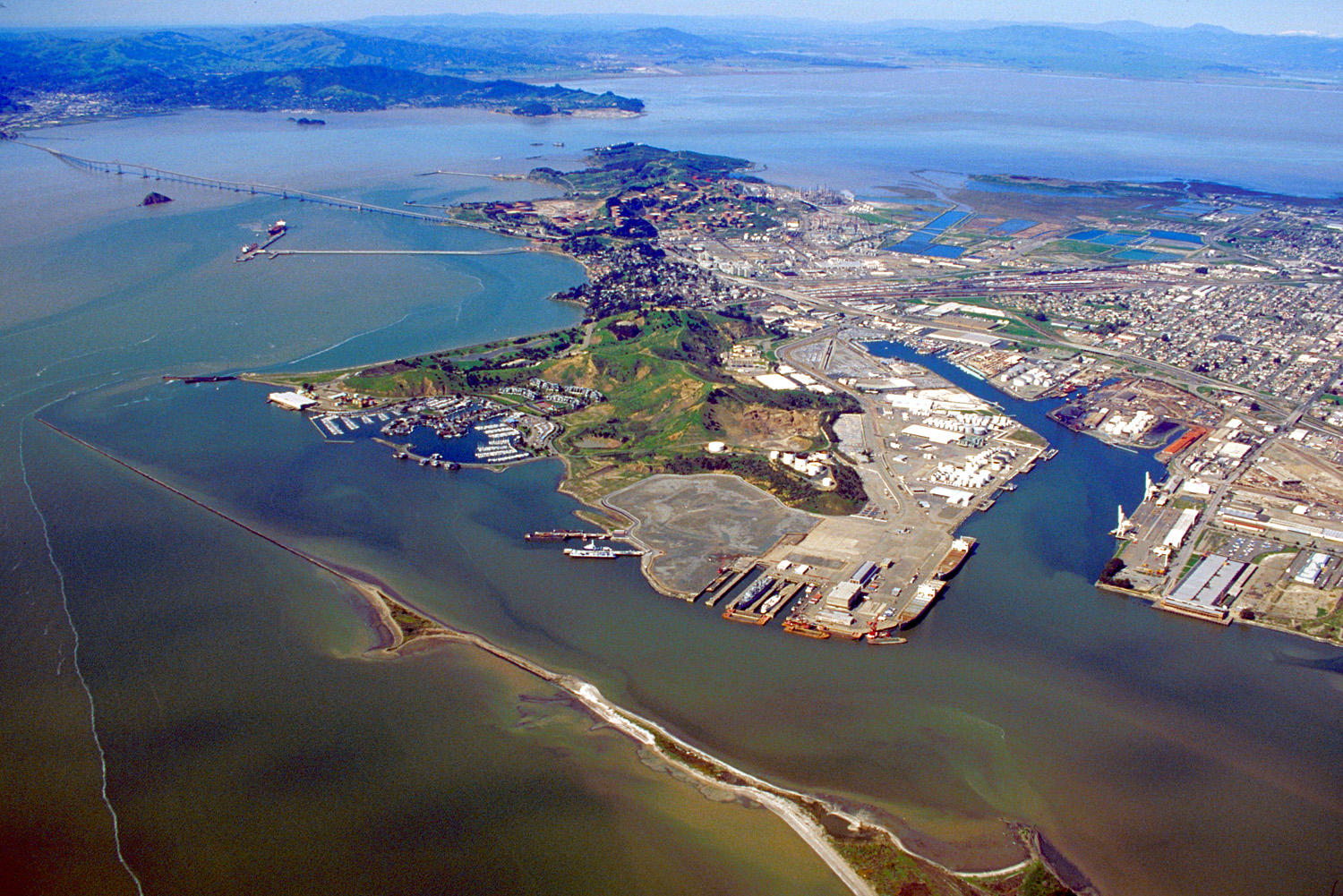
Luftaufnahme von der Stadt Richmond in Kalifornien, 2007

2015 wohnte Gaines in einem Obdachlosenheim in Richmond in Kalifornien, wo Personal darauf geachtet hatte, dass sie regelmäßig ihre Medikamente einnahm. Am 31. Januar 2015 fand ein Benefizkonzert zugunsten von Rosie Gaines in Oakland in Kalifornien im Musikklub Geoffrey’s Inner Circle statt, der eine maximale Zuschauerkapazität von 1.255 Plätzen hat. Je nach Preiskategorie kostete der Eintritt entweder 20 oder 30 US-Dollar. Moderatorinnen des Benefizkonzerts waren Luenell Campbell und Nikki Thomas. Das Benefiz-Motto lautete „I Am My Sister’s Keeper“ („Ich bin der Beschützer meiner Schwester“) und das Konzert organisierte Gaines’ Freundin Brenda Vaughn, die in Oakland geboren ist. An dem Konzert nahmen Musiker wie beispielsweise D’wayne Wiggins (* 1961; † 2025) von der US-Band Tony! Toni! Toné!, Otis Redding III von The Reddings, Lenny Williams von Tower of Power, Maxine Jones von En Vogue und Levi Seacer Jr. teil. Die Konzerteinnahmen sollten für ein Haus für Gaines investiert werden, das sich in Pittsburg oder Antioch (beide im US-Bundesstaat Kalifornien) befindet, wo auch ihre Tochter mit ihren beiden Söhnen wohnte.
Anlässlich Prince’ Tod im April 2016 fand am 29. April in Pittsburg im California Theatre ein Tribute-Abend zu Ehren des Musikers statt, an dem auch Gaines hätte auftreten und singen sollen. Sie konnte aber aus gesundheitlichen Gründen nicht teilnehmen und wurde durch ihre Tochter Latoya vertreten. Gemäß Latoya Gaines sei ihre Mutter über Prince’ Tod „am Boden zerstört“ gewesen.
2017 wohnte Gaines im Haus ihrer Tochter und im März des gleichen Jahres gab Morris Hayes, ehemaliger Keyboardspieler in Prince’ Begleitband, die Reunion der Urformation von The New Power Generation bekannt, woran sie aber krankheitsbedingt nicht beteiligt ist. Im Oktober 2018 bestätigte Latoya Gaines Berichte, ihre Mutter habe weitere gesundheitliche Rückschläge hinnehmen müssen und leide noch immer an Diabetes sowie an Depressionen.
Im April 2019 sammelten lokale Künstler aus Minneapolis in Minnesota Spenden für Rosie Gaines, die weiterhin an gesundheitlichen Problemen leidet. Anlass dieser Spendenaktion war der dritte Todestag von Prince, an dem eine viertägige Feier im Paisley Park Studio in Chanhassen, ebenfalls in Minnesota, stattfand.
Im Oktober 2023 gab Gaines zum ersten Mal seit 2011 wieder ein Interview und sagte, sie lebe mittlerweile in Richmond, Kalifornien. Außerdem bedankte sie sich für die „Unterstützung im Laufe der Jahre“. Ihre Tochter, die bei dem Interview ebenfalls anwesend war, fügte hinzu, ihre Mutter freue sich, mittlerweile „ein normaler Mensch zu sein“ und ihr gehe es „viel besser“. Dennoch brauche „die Heilung Zeit“, weswegen sie in die Musikbranche nicht zurückkehren werde.

## Karriere

### Musikalische Anfänge

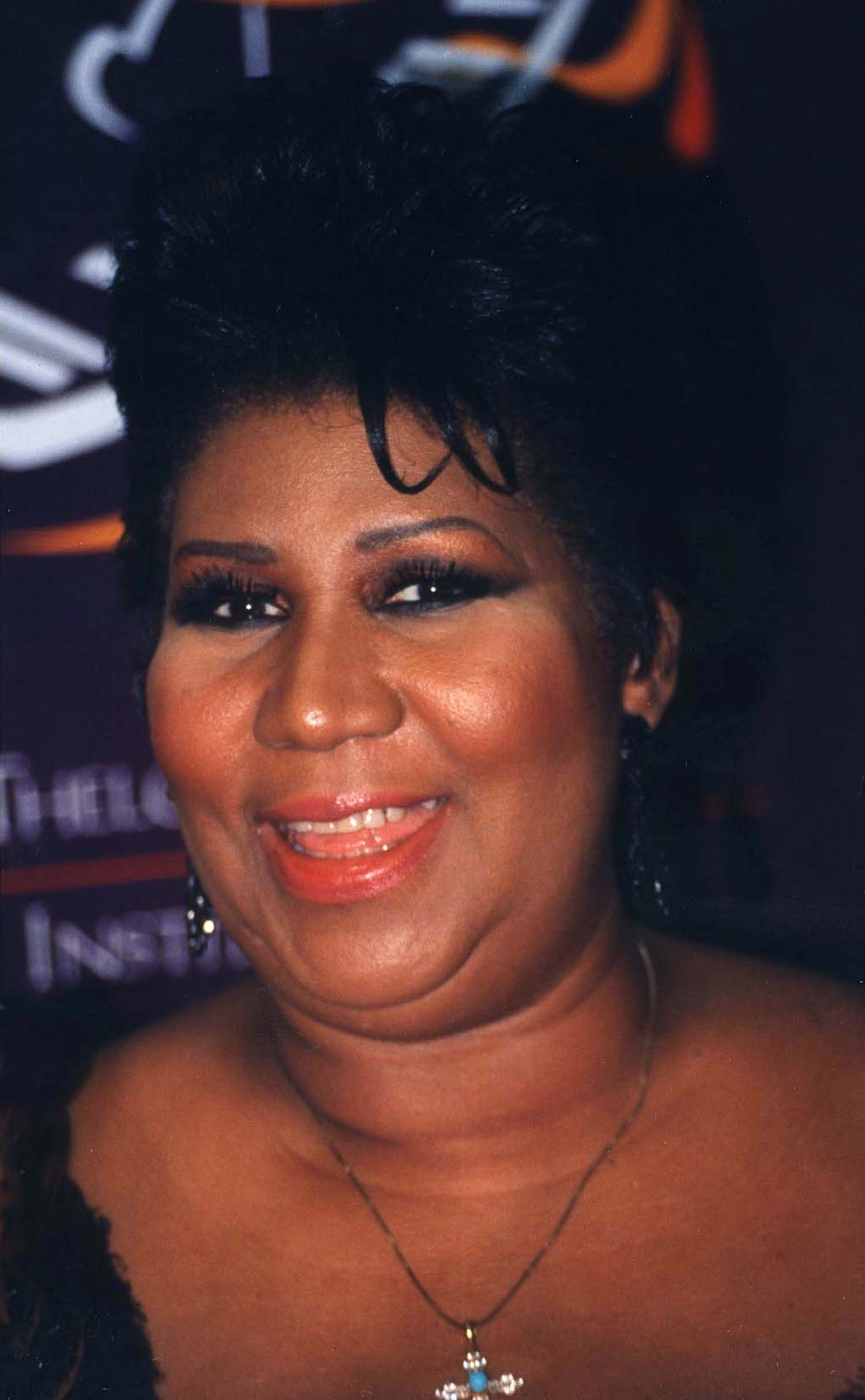
Aretha Franklin hatte musikalischen Einfluss auf Rosie Gaines

Gaines’ musikalische Entwicklung begann in ihrer Kindheit; ihre Mutter hörte Musik aus den Genres Blues, Country und R&B, ihr Vater mochte Funk. Als musikalische Einflüsse in ihrer eigenen Musik gab sie Aretha Franklin, Bessie Smith, Billie Holiday, Chaka Khan, Ella Fitzgerald und Tina Turner an. Zudem wurde sie von Musiker wie Bob Marley, Charlie Parker, Curtis Mayfield, Donny Hathaway, Duke Ellington, George Clinton und Stevie Wonder inspiriert. Ihr Keyboard-Spiel hingegen wurde von Kirchenmusik geprägt. Noten kann Gaines nicht lesen.
Ursprünglich wollte Gaines Musikerin werden. Als Kind bekam sie von ihrer Mutter eine kleine Orgel geschenkt, aber ihre Mutter förderte auch ihren Gesang. Bereits im Alter von vier Jahren hatte Gaines ihren ersten Liveauftritt, der im Cotton Club in Pittsburg (Kalifornien) stattfand. Nach eigenen Angaben wusste sie ab diesem Zeitpunkt, dass sie für den Rest ihres Lebens Musik machen wollte. Im Alter von fünf Jahren sang und spielte sie in der Band Unity, die sich aus Mitgliedern ihrer Familie zusammensetzte; ihr Bruder Carl spielte E-Bass, ihre Schwester Mal Schlagzeug, ihr Cousin Gitarre und ihre Schwägerin übernahm die Backing Vocals. Unity war den Musikgenres Funk und Soul zuzuordnen, Alben oder Songs nahm die Band aber nicht auf. Als Teenager sang Gaines in diversen Bands mit Namen A Touch of Class, Flash und The Oasis.
Anfang der 1980er Jahre war Don Cornelius der Musikmanager von Gaines, die in dieser Zeit unter anderem mit The Whispers zusammenarbeitete. Doch ihr musikalischer Fokus lag in Auftritten als Solosängerin in Musikklubs von Nordkalifornien.
1985 unterzeichnete sie einen Schallplattenvertrag bei dem Label Epic Records und veröffentlichte ihr Debütalbum Caring, das kommerziell aber nicht erfolgreich war. Auf dem Album wirken unter anderem Dann Huff, Greg Phillinganes, Paulinho da Costa, Altsaxophonist Marc Russo von den Yellowjackets, Wilton Felder und E-Gitarrist Levi Seacer Jr. mit. Produzenten und Arrangeure von Caring waren Gaines’ erster Ehemann Curtis Ohlson und Don Cornelius.
Ihr zweites Studioalbum No Sweeter Love sollte ursprünglich im Jahr 1987 bei Epic Records erscheinen. Doch das bereits fertiggestellte Album wurde nicht veröffentlicht und die Singleauskopplung Crazy wurde zurückgezogen, nach dem diese anfangs käuflich zu erwerben war. Die Gründe dafür wurden öffentlich nicht bekannt gegeben. Letztendlich erschien das Album erst im Jahr 2000 bei dem Label Expansion Records.
Für das Debütalbum So Fast (1987) von Curtis Ohlson schrieb Gaines das Stück You, zudem übernahm sie den Hauptgesang im Titelsong. Auch auf Ohlsons zweitem Album Better Than Ever (1989) wirkte sie mit und übernahm beispielsweise den Hauptgesang im Song A Thousand Years.

### Zusammenarbeit mit Prince (1989–1992)

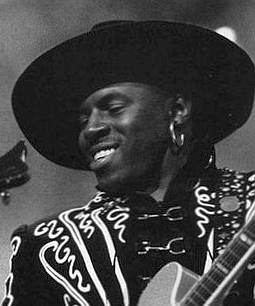
Levi Seacer Jr., 1993

Mitte Dezember 1989 lud Levi Seacer Jr. Rosie Gaines nach Chanhassen in Minnesota in Prince’ Paisley Park Studio ein. Er spielte mittlerweile als Gitarrist in Prince’ damaliger Begleitband und kannte Gaines von den Albumaufnahmen ihres Debütalbums Caring aus dem Jahr 1985. Gaines sollte im Paisley Park Studio den von Prince geschriebenen Song I Want U einsingen, den Seacer ursprünglich für The Pointer Sisters produzieren wollte. Aber er arrangierte auch ein Treffen zwischen ihr und Prince: „Ich überzeugte Prince davon, dass er sich von ihr What’s Going On von Marvin Gaye anhören sollte. Er konnte nicht glauben, was er hörte“, erinnerte sich Seacer. Prince fragte Gaines, ob sie seiner damals neu zusammengestellten Begleitband beitreten wolle. Doch Gaines wollte als Solokünstlerin arbeiten, worauf Prince entgegnete: „Nimm’ bei uns teil und ich werde dann mit dir eine Platte aufnehmen.“ Sie willigte ein und Prince engagierte sie als Sängerin und Keyboarderin für seine Nude-Tour im Sommer 1990.
Doch Gaines fühlte sich in der Begleitband nicht wohl; im Tourbus war sie die einzige Frau und verbrachte die meiste Zeit nach Konzertende oftmals allein. Sie war der Meinung, verschiedene Bandmitglieder seien auf sie neidisch, weil sie als Sängerin eine prominente Rolle auf der Nude-Tour innehatte. Zudem wurde sie aufgrund ihres Übergewichts gehänselt. Nachdem Gaines schließlich damit drohte, die laufende Nude-Tour zu verlassen, reagierte Prince und sie konnte gemeinsam mit Mavis Staples – sie trat im europäischen Teil der Nude-Tour im Vorprogramm auf – in einem separaten Tourbus fahren.
Im Sommer 1990 begann Prince mit den Aufnahmen für Gaines’ Album, das er ihr versprochen hatte. Es sollte Concrete Jungle heißen und er nahm für sie einige Songs in London auf. Anfang Dezember 1990 integrierte er Gaines in seine neue Begleitband The New Power Generation.
Mitte September 1991 gerieten Gaines und Prince in einen Streit; sie hatte in Los Angeles in Kalifornien mit Schallplattenfirmen über einen möglichen Vertrag verhandelt, obwohl sie zu der Zeit bei Prince’ Label Paisley Park Records unter Vertrag stand. Sie war von Prince enttäuscht, da dieser wenig Arbeit in ihr Album Concrete Jungle investierte. Zudem half er ihr nicht, eine Solokarriere zu starten. Prince hingegen war über Gaines’ Verhandlungen mit anderen Schallplattenfirmen verärgert und bestand auf dem laufenden Vertrag, den sie bei ihm unterschrieben hatte. Beide verständigten sich schließlich darauf, dass sie an der bevorstehenden Diamonds-and-Pearls-Welttournee im Jahr 1992 teilnimmt und nach Beendung dieser Tournee The New Power Generation verlässt. Im Gegenzug investierte Prince keine weitere Arbeit in das Album Concrete Jungle.
Ab Oktober 1991 steigerte sich der Bekanntheitsgrad von Rosie Gaines. Damals wurde das international kommerziell erfolgreiche Prince-Album Diamonds and Pearls veröffentlicht, auf dem sie bei einigen Songs als Sängerin mitwirkt, wie beispielsweise bei den Top-Ten-Singles Gett Off, Cream und Diamonds and Pearls. Über die Albumaufnahmen sagte Gaines: „Man musste sich daran gewöhnen, nur drei Stunden zu schlafen, neun Stunden zu proben, und wenn man Glück hatte, mittags was zu essen zu bekommen“. Dennoch sei das Jahr 1991 ihre „schönste Zeit“ bei Prince gewesen, weil die gesamte Band am Album mitgewirkt habe, meinte sie rückblickend.
Unmittelbar nach Beendigung der Diamonds-and-Pearls-Tour im Juli 1992 verließ Gaines The New Power Generation und fuhr nach Hause in ihre Heimatstadt Pittsburg. Sie hatte sich in Prince’ Begleitband weiterhin unwohl gefühlt und war der Meinung, einige Bandmitglieder seien eifersüchtig auf ihre Zusammenarbeit mit ihm gewesen. Sie habe Prince darauf hingewiesen, doch dieser habe sich nicht darum gekümmert. Während der dreimonatigen Tournee verdiente Gaines pro Woche etwa 2.200 US-Dollar (damals ungefähr 3.500 DM), wovon sie das meiste Geld nach Hause schickte. Am Ende der Tournee hatte sie nach eigenen Angaben nur noch 800 US-Dollar (damals ungefähr 1.286 DM) übrig. Ferner entließ sie Prince nicht aus dem Dreijahresvertrag, den sie bei ihm unterschrieben hatte. Deswegen konnte Gaines vorerst keinen Vertrag bei der Plattenfirma Motown unterzeichnen. Erst im Jahr 1996 arbeitete sie mit Prince wieder zusammen.
Rückblickend sagte Gaines über die Zusammenarbeit mit Prince: „Wir haben nicht wirklich gesellschaftlichen Umgang miteinander gehabt.“ Beispielsweise habe sie ihn in ihr Haus gebeten, damit er ihren damaligen Ehemann treffen könne. Doch Prince kam nur ein einziges Mal zu ihr, parkte sein Auto vor dem Haus und rief sie aus dem Wagen an, damit sie sich in sein Auto setzen und neue Songs anhören konnte. Ihr Haus betrat er nie. Laut Gaines glich die Beziehung zu Prince einer „Hassliebe“. Außerdem warf sie ihm vor, er habe sie und The New Power Generation nicht ordnungsgemäß bezahlt.
Gaines sagte aber auch, dass Prince ihr Selbstbewusstsein gestärkt habe. Beispielsweise wollte sie ursprünglich nicht in seinen Musikvideos auftreten, weil sie sich aufgrund ihres Übergewichts unwohl fühlte. Mittlerweile besitze sie aber lieber eine hervorragende Stimme als dünner zu sein. Zudem sagte Gaines, Prince habe ihr die Möglichkeit gegeben, Dinge zu tun, zu denen sie normalerweise nie die Möglichkeit gehabt hätte. Sie bezeichnete ihn als „die vermutlich aufregendste und großartigste Erfahrung“, die sie in ihrem Leben gehabt habe.

### Die Zeit danach (1993–2023)

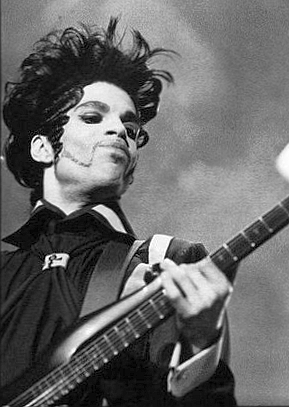
Prince, 1993

Im September 1993 wurde Prince’ Greatest-Hits-Kompilation The Hits/The B-Sides veröffentlicht, auf der der Song Nothing Compares 2 U in einer Liveversion von Gaines und Prince zu hören ist.
Als Warner Bros. Records am 1. Februar 1994 die Zusammenarbeit mit Prince’ Musiklabel Paisley Park Records beendete, gründete Prince sein neues Label NPG Records. Gaines’ Vertrag, den sie bei Paisley Park Records unterschrieben hatte, existierte also nicht mehr und das Album Concrete Jungle konnte nicht veröffentlicht werden. Ursprünglich sollte es im März 1994 erscheinen und als erste Singleveröffentlichung war My Tender Heart geplant. Gaines nahm dennoch weitere Stücke für Concrete Jungle auf und benannte das Album in Closer Than Close um. Die damals aufgenommenen Songs, die nicht auf Closer Than Close platziert wurden, veröffentlichte sie im Jahr 2005 auf ihrem Album Try Me.
Nachdem ihr Dreijahresvertrag bei Prince abgelaufen war, unterzeichnete Gaines im Jahr 1995 bei dem Label Motown einen neuen Vertrag. Am 13. Juni 1995 veröffentlichte sie bei dem Label das Album Closer Than Close, auf dem drei von Prince geschriebene Songs vorhanden sind. Als Motown von Polygram übernommen wurde, wurden auch Mitarbeiter ausgetauscht. Vertragliche Inhalte, die Gaines zuvor mit Motown-Mitarbeitern vereinbart hatte, verloren an Bedeutung. Das schottische Label Big Bang kaufte einige Songs des Albums Closer Than Close und veröffentlichte Remixe, die dem Musikgenre Elektronische Tanzmusik, Eurodance und House zuzuordnen sind. Ferner wurde 1995 der Soundtrack des Walt-Disney-Films Goofy – Der Film veröffentlicht, auf dem Gaines gemeinsam mit Tevin Campbell den Song I 2 I singt.
1996 wurden die beiden Prince-Alben Chaos and Disorder (Juli) und Emancipation (November) veröffentlicht, auf denen Gaines bei einigen Songs als Gastsängerin mitwirkt. „Wir hatten ein Jahr lang nicht miteinander gesprochen, als Prince anrief und sagte: ‚Das ist doch dumm. Wir lieben einander.‘“ Gemäß Gaines sei die Zusammenarbeit mit Prince an den beiden Alben „wesentlich ruhiger“ als im Jahr 1992 gewesen, da er mittlerweile alle Musiker von vor vier Jahren ausgetauscht hatte. Für ihren Beitrag auf dem Song Jam of the Year (Emancipation) bekam Gaines aber kein Honorar, wie sie anmerkte.
1997 erschien ihr Album Arrival, das anfangs nur über ihre damalige Homepage käuflich zu erwerben war und auf 2.000 CDs limitiert war. Am 10. November 1997 erhielt sie den britischen Musikpreis MOBO für die Single Closer Than Close in der Kategorie „Best International Single“. Im Vereinigten Königreich verkaufte sich die Single über 400.000 Mal und ist weltweit auf über 200 Kompilationen zu finden. 2014 sagte Grace Chatto von der Band Clean Bandit, dass ihr Hit Rather Be (2014) von Closer Than Close inspiriert worden sei. Clean Bandit habe explizit Musik aus den 1990er Jahren gehört und wollte einen Song schreiben, der im ähnlichen Tempo und ähnlichen musikalischem Stil wie Closer Than Close sei.
Von 1998 bis 2002 legte Gaines eine künstlerische Pause ein und widmete sich ihrer Familie. In dieser Zeit trat sie nur selten in der Öffentlichkeit auf, gastierte aber am 4. Januar 1998 auf Prince’ damaliger Jam-of-the-Year-Tour in Kansas City in Missouri in der Kemper Arena. Außerdem wirkte sie auf der von Gary Barlow im März 1998 veröffentlichten Single Hang On in There Baby mit. Im Februar 1999 erschien die Prince-EP 1999–The New Master, auf der sie ebenfalls als Gastsängerin zu hören ist. Nach eigenen Angaben wurde sie von Prince erneut nicht bezahlt. Am 18. Dezember 1999 nahm Gaines bei einem Prince-Konzert in Chanhassen im Paisley Park Studio teil und wirkte als Gastsängerin an vier Songs mit; das Konzert veröffentlichte Prince im Juni 2000 unter dem Titel Rave Un2 the Year 2000 auf DVD. Am 29. April 2001 trat sie das letzte Mal bei einem Prince-Konzert auf und zwar bei dessen Aftershow im Fillmore Auditorium in San Francisco in Kalifornien.
Erst 2002 ging Gaines wieder in ein Musikstudio und nahm mit Mousse T. den von ihm komponierten und produzierten Song 1 Touch auf, veröffentlicht im Juni auf dessen Album Gourmet de Funk. Außerdem überarbeitete Gaines mit Bootsy Collins und Snoop Dogg den Song Don’t Let ’Em, der in der Originalversion auf ihrem Album Arrival (1997) zu finden ist. Die neue Version brachte Collins auf seinem Album Play with Bootsy – A Tribute to the Funk im November 2002 heraus. Gaines schloss auch einen neuen Vertrag ab, diesmal mit dem britischen Independent-Label Dome Records. Bei diesem Label veröffentlichte sie im Jahr 2004 ihr fünftes Studioalbum You Gave Me Freedom. Ähnlich wie das Label Big Bang im Jahr 1995 überarbeitete auch Dome Records einige ältere Songs von Gaines und veröffentlichte diese als Remix-Versionen im Genre Elektronische Tanzmusik, Eurodance und House.
Im Jahr 2006 gründete Gaines ihr eigenes Musiklabel Dreadlix Records, das bis heute (2025) existiert. Kontakt zu Prince hatte sie in den Jahren zuvor nicht mehr, sagte sie in einem damaligen Interview. Am 15. Juli 2007 nahm sie am North Sea Jazz Festival in Rotterdam teil und trat unter anderem mit Candy Dulfer zusammen auf.
Ende 2009 veröffentlichte Gaines schließlich das Album Concrete Jungle, das ursprünglich im Jahr 1994 hätte erscheinen sollen. Auf dem Album sind alternative Versionen von I Want U (Purple Version) und My Tender Heart vorhanden. Zudem ist eine leicht abgeänderte Version des Songs In the Socket zu hören, den Prince komponierte und bereits am 15. Mai 2001 über seine damalige Homepage NPGMusicClub.com veröffentlicht hatte.
Ihren letzten öffentlichen Auftritt hatte Rosie Gaines im Jahr 2011 in London. In den folgenden Jahren zog sie sich aus der Musikbranche zurück. Erst in einem am 26. Oktober 2023 ausgestrahlten Podcast war Gaines wieder in der Öffentlichkeit aufgetreten. Anlass war die Veröffentlichung von Diamonds and Pearls Deluxe, einer Neuauflage des Albums Diamonds and Pearls (1991), auf dem sie in einigen Songs mitwirkt, die aber bereits 1990 und 1991 aufgenommen wurden. Im Podcast bestätigte sie noch einmal, dass die Albumaufnahmen zu Diamonds and Pearls in den Jahren 1990 und 1991 ihre „schönste Zeit mit Prince“ gewesen sei. Sie „vermisse ihn so sehr“ und „schätzt ihn so sehr“, weil er sie „immer wieder angetrieben“ habe, wodurch sie gesanglich „das höchste Niveau“ erreicht habe, „das ich erreichen kann“, sagte Gaines.

## Diskografie

### Studioalben
| Jahr | Titel Musiklabel                  | Anmerkungen |
| ---- | --------------------------------- | --- |
| 1985 | Caring Epic Records               | Erstveröffentlichung: 8. Oktober 1985 30. März 1999: Bonus-Tracks Crazy und In a Jam                                                  |
| 1995 | Closer Than Close Motown          | Erstveröffentlichung: 13. Juni 1995                                                                                                   |
| 1997 | Arrival Dredlix Records           | Erstveröffentlichung: 11. Februar 1997 Anfangs nur übers Internet käuflich zu erwerben                                                |
| 2000 | No Sweeter Love Expansion Records | Erstveröffentlichung: 21. September 2000 Das Album entstand bereits im Jahr 1987                                                      |
| 2004 | You Gave Me Freedom Dome Records  | Erstveröffentlichung: 23. Februar 2004                                                                                                |
| 2005 | Try Me Dredlix Records            | Erstveröffentlichung: 6. Februar 2005 Das Album entstand bereits im Jahr 1994 Nur als Download erhältlich                             |
| 2006 | Welcome to My World SuSu Records  | Erstveröffentlichung: 30. Oktober 2006                                                                                                |
| 2009 | Concrete Jungle Dredlix Records   | Erstveröffentlichung: 19. Dezember 2009 Zusammenstellung aus Songs der Alben Closer Than Close und Try Me Nur als Download erhältlich |
| 2013 | Soul Survivor Dredlix Records     | Erstveröffentlichung: 16. Februar 2013 Nur als Download erhältlich                                                                    |

### Kompilationen
| Jahr | Titel Musiklabel                | Anmerkungen                                                       |
| ---- | ------------------------------- | ----------------------------------------------------------------- |
| 2015 | Essential Rosie Dredlix Records | Erstveröffentlichung: 23. Januar 2015                             |
| 2015 | Dance With Me Dredlix Records   | Erstveröffentlichung: 23. Januar 2015 Nur als Download erhältlich |

### EPs
| Jahr | Titel Musiklabel                                                               | Anmerkungen                             |
| ---- | ------------------------------------------------------------------------------ | --------------------------------------- |
| 1991 | Be Strong / I Only Wanna Be in your Arms / Heart Like Stone About Time Records |                                         |
| 1995 | I Want U – The Mixes Dredlix Records                                           |                                         |
| 1995 | I Want U – The Mixes Vol. 2 Dredlix Records                                    |                                         |
| 1995 | Are You Ready – The Mixes Dredlix Records                                      |                                         |
| 1995 | Are You Ready – The Mixes Vol. 2 Dredlix Records                               |                                         |
| 1997 | Closer Than Close – The Mixes Dredlix Records                                  |                                         |
| 1997 | Closer Than Close – The Mixes Vol. 2 Dredlix Records                           |                                         |
| 1997 | I Surrender – The Mixes Dredlix Records                                        |                                         |
| 2005 | Dance With Me – The Mixes Dredlix Records                                      | Erstveröffentlichung: 25. Juli 2005     |
| 2006 | Closer Than Close – The Mixes Vol. 3 Dredlix Records                           |                                         |
| 2010 | Closer Than Close 2010 Nod Factor Records                                      | Erstveröffentlichung: 22. November 2010 |

### Singles als Leadmusikerin
| Jahr | Titel Album                                                     | Höchstplatzierung, Gesamtwochen, AuszeichnungChartplatzierungen (Jahr, Titel, Album, Platzierungen, Wochen, Auszeichnungen, Anmerkungen) | Höchstplatzierung, Gesamtwochen, AuszeichnungChartplatzierungen (Jahr, Titel, Album, Platzierungen, Wochen, Auszeichnungen, Anmerkungen) | Höchstplatzierung, Gesamtwochen, AuszeichnungChartplatzierungen (Jahr, Titel, Album, Platzierungen, Wochen, Auszeichnungen, Anmerkungen) | Höchstplatzierung, Gesamtwochen, AuszeichnungChartplatzierungen (Jahr, Titel, Album, Platzierungen, Wochen, Auszeichnungen, Anmerkungen) | Höchstplatzierung, Gesamtwochen, AuszeichnungChartplatzierungen (Jahr, Titel, Album, Platzierungen, Wochen, Auszeichnungen, Anmerkungen) | Höchstplatzierung, Gesamtwochen, AuszeichnungChartplatzierungen (Jahr, Titel, Album, Platzierungen, Wochen, Auszeichnungen, Anmerkungen) | Anmerkungen                                                     |
| Jahr | Titel Album                                                     | DE | AT | CH | UK | US | R&B | Anmerkungen                                                     |
| ---- | --------------------------------------------------------------- | --- | --- | --- | --- | --- | --- | --------------------------------------------------------------- |
| 1985 | Skool-ology (Ain’t No Strain) Caring                            | — | — | — | — | — | R&B72 (6 Wo.)R&B | Erstveröffentlichung: September 1985                            |
| 1987 | Crazy No Sweeter Love                                           | — | — | — | — | — | — | Die Single wurde aus unbekannten Gründen zurückgezogen          |
| 1990 | Clean Up Woman non-Album-Track                                  | — | — | — | — | — | — | Originalversion singt Betty Wright, veröffentlicht im Jahr 1971 |
| 1990 | Hard Work non-Album-Track                                       | — | — | — | — | — | — |                                                                 |
| 1993 | After the Rain (feat. Kevin ‘The Loveman’ Nash) non-Album-Track | — | — | — | — | — | — | Erstveröffentlichung: 1. November 1993                          |
| 1995 | I Want U Closer Than Close                                      | — | — | — | UK70 (2 Wo.)UK | — | R&B90 (5 Wo.)R&B | Erstveröffentlichung: 9. Mai 1995                               |
| 1995 | Are You Ready Closer Than Close                                 | — | — | — | — | — | — | Erstveröffentlichung: 22. August 1995                           |
| 1997 | Closer Than Close                                               | — | — | — | UK4 Gold · (12 Wo.)UK | — | — | Erstveröffentlichung: 19. Mai 1997                              |
| 1997 | I Surrender non-Album-Track                                     | — | — | — | UK39 (2 Wo.)UK | — | — | Erstveröffentlichung: 10. November 1997                         |
| 1998 | Be Strong No Sweeter Love                                       | — | — | — | — | — | — | Erstveröffentlichung: 13. März 1998                             |
| 1998 | Honesty non-Album-Track                                         | — | — | — | — | — | — | Erstveröffentlichung: 7. September 1998                         |
| 2003 | I Can’t Get You Off My Mind You Gave Me Freedom                 | — | — | — | — | — | — | Erstveröffentlichung: 16. November 2003                         |
| 2004 | Run to My Heart You Gave Me Freedom                             | — | — | — | — | — | — | Erstveröffentlichung: 9. April 2004                             |

### Singles als Gastmusikerin
| Jahr | Titel Album                                                           | Höchstplatzierung, Gesamtwochen, AuszeichnungChartsChartplatzierungen (Jahr, Titel, Album, Platzierungen, Wochen, Auszeichnungen, Anmerkungen) | Anmerkungen                                                             |
| Jahr | Titel Album                                                           | DE | Anmerkungen                                                             |
| ---- | --------------------------------------------------------------------- | --- | ----------------------------------------------------------------------- |
| 1992 | I Don’t Want Nobody to Give Me Nothing Whatever Happened to the Blues | — | Erstveröffentlichung: 1992 Phil Upchurch feat. Rosie Gaines             |
| 1998 | Hang On in There Baby Open Road                                       | DE69 (9 Wo.)DE | Erstveröffentlichung: März 1998 Gary Barlow feat. Rosie Gaines          |
| 2005 | Release the Pressure – The Mixes –                                    | — | Erstveröffentlichung: 4. Oktober 2005 RED feat. Rosie Gaines            |
| 2007 | Rock My Body –                                                        | — | Erstveröffentlichung: 23. Juli 2007 Funk Marauders feat. Rosie Gaines   |
| 2010 | Never Quite the Same Miami Sampler                                    | — | Erstveröffentlichung: 12. April 2010 Hippie Torrales feat. Rosie Gaines |

### Gastsängerin auf Prince-Alben
- 1990: Graffiti Bridge
- 1991: Diamonds and Pearls
- 1993: The Hits/The B-Sides
- 1996: Chaos and Disorder
- 1996: Emancipation
- 2001: The Very Best of Prince
- 2006: Ultimate
- 2016: 4Ever
- 2018: Anthology: 1995–2010
- 2023: Diamonds and Pearls Deluxe